# Кераца Шишманина
Кераца е българска княгиня, дъщеря на българския цар Иван Шишман. Нейни братя са княз Александър Шишман и княз Фружин.
Бориловия синодник сочи:
| „ | [На] Кераца, дъщеря на великия цар Иван Шишман, вечна памет, | “ |